# 4-吡啶硼酸
4-吡啶硼酸是一种有机化合物，化学式为C5H6BNO2。它可由3-溴吡啶、丁基锂和硼酸三异丙酯反应制得。它和4-溴苯甲醛在碳酸钾存在下、四(三苯基膦)钯催化下反应，可以得到4-(4-吡啶基)苯甲醛。